# 珠心算
珠算式心算（简称珠心算）是以珠算为学习基础的计算过程，而且通过反复实践珠算，模拟实际拨珠的动作来执行计算。
珠算式心算在二十世紀九十年代之前的中国大陆被称为珠脑速算、珠脑结合计算法等，后改名珠心算。由于珠算式心算宣称对儿童启蒙有功效，故受到广泛的关注，主要培训对象是4－6岁幼儿园小朋友。珠心算推广者称其对于老年人的手脑训练及克服失智问题有显著作用。

## 撥珠運算
雙手撥珠
為珠心算撥珠運算的一種方法，有別於傳統慣用手左手或右手單手撥珠，藉由左右手同時撥珠可增進珠心算計算速度。

## 延伸閱讀
- 珠算技術 香港非物質文化遺產資料庫